# Passionskreuz (Monségur)

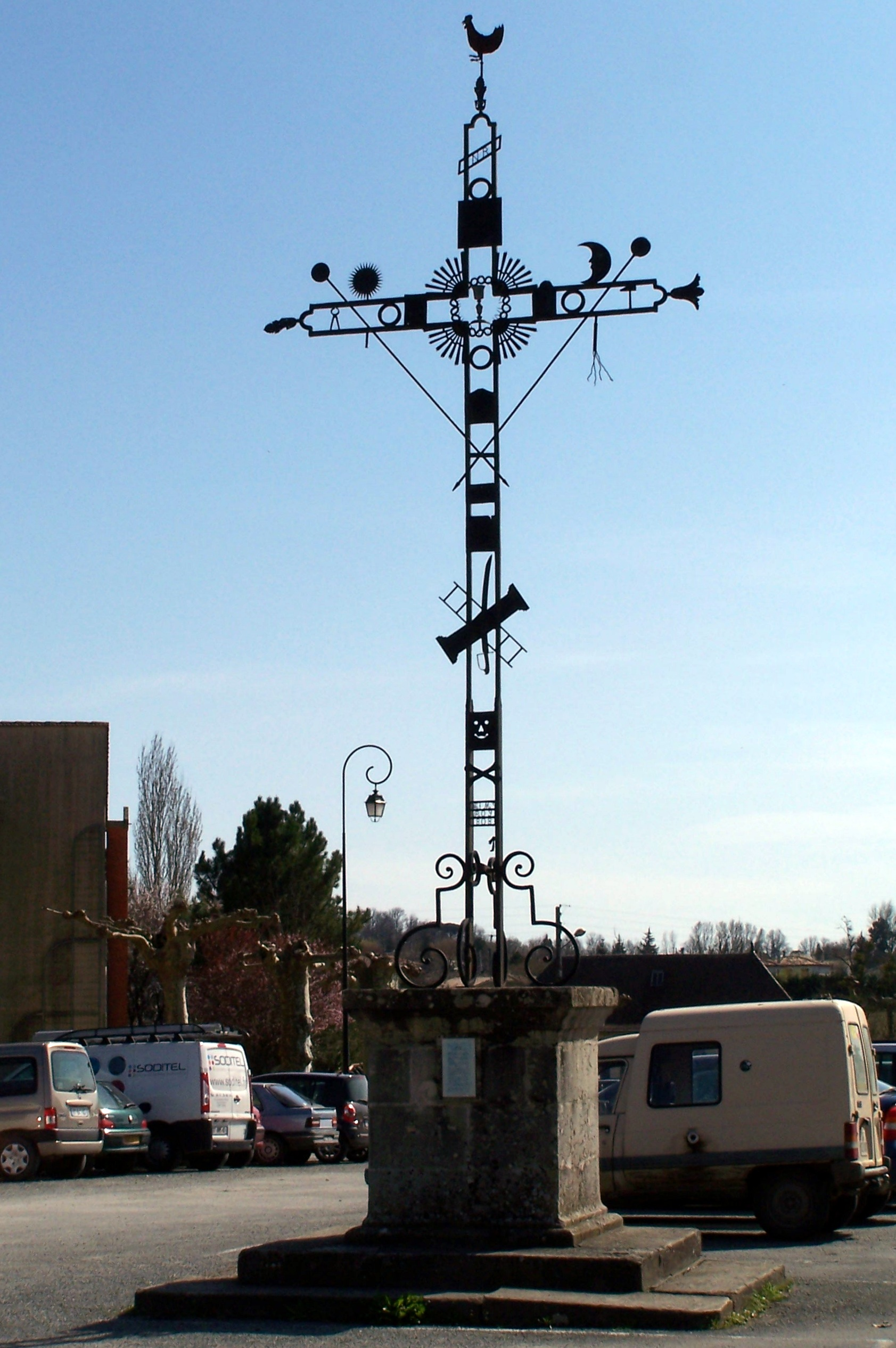
Passionskreuz in Monségur

Das  Passionskreuz in Monségur, einer französischen Gemeinde im Département Gironde in der Region Nouvelle-Aquitaine, wurde 1808 errichtet. Im Jahr 2011 wurde das Passionskreuz als Monument historique in die Liste der Baudenkmäler in Frankreich aufgenommen.
Das schmiedeeiserne Kreuz wurde vom örtlichen Schmied hergestellt. Es stellt die Leidenswerkzeug Jesu dar. Die Inschrift INRI wird von einem Hahn bekrönt, der an die Verleugnung des Apostels Petrus erinnert.